# The System Has Failed
The System Has Failed —en español: El sistema ha fallado— es el primer álbum del grupo musical estadounidense Megadeth después de su ruptura y posterior reunión después de la lesión de Dave Mustaine, líder del grupo y principal compositor. Según éste, el título del disco se refiere al sistema americano y de occidente.
El disco fue concebido para ser un álbum en solitario de Mustaine, pero debido a obligaciones contractuales con el sello EMI, Mustaine tiene que adoptar el nombre de Megadeth para la grabación y publicidad del álbum. Por culpa de algunos roces y conflictos con sus antiguos miembros del grupo antes de su lesión, Mustaine tiene que contratar a músicos de sesión para la grabación del disco, por lo que Vinnie Colaiuta (batería) y Jimmy Sloas (bajo) son requeridos para la grabación del trabajo, en el que también contribuye el exmiembro del grupo, Chris Poland, reincorporándose sorprendentemente al grupo musical, ya que su anterior salida fue cuanto menos abrupta, dedicándole Mustaine la canción «Liar» (en español: «Mentiroso») a Poland. El disco salió a la venta el 14 de septiembre de 2004.

## Antecedentes y producción
En 2002, el líder Dave Mustaine anunció que iba a disolver al grupo Megadeth debido a una lesión en el brazo que lo dejó incapacitado para tocar la guitarra. En un comunicado publicado el 3 de abril de 2002, afirmó que los médicos esperaban que pasaría aproximadamente un año antes de que se recuperara de la lesión. Sin embargo, no estaba claro qué tan completa sería la recuperación. Mustaine manifestó sus esperanzas de recuperar la habilidad de tocar la guitarra. Posteriormente se recuperó después de meses de fisioterapia.
El álbum fue grabado en Oceanway y Emerald Entertainment en Nashville, Tennessee y en Phase Four Studios en Tempe, Arizona. En una declaración promocional del entonces sello Sanctuary Records de Megadeth, Mustaine aclaró que grabar el álbum había sido "liberador", debido a que tenía más control sobre el disco del que había tenido desde los dos primeros discos de Megadeth. Mustaine también señaló que inicialmente adoptó un enfoque informal del álbum, comenzando a trabajar tres horas por noche, cuatro días a la semana.
Originalmente fue destinado a ser un álbum en solitario de Mustaine. Sin embargo el disco fue rebautizado bajo el nombre de Megadeth como resultado de obligaciones contractuales contraídas con la compañía de publicidad de Mustaine. Él coprodujo el disco con Jeff Balding, quien previamente había trabajado en Cryptic Writings y Risk. Después del reiniciar Megadeth, Mustaine se puso en contacto con el bajista y miembro fundador David Ellefson sobre la reanudación de las funciones de bajo para la banda. Pero esos esfuerzos fueron finalmente infructuosos. Ellefson afirmó que Mustaine no estaba financieramente dispuesto a continuar "donde estaba cuando [la banda] se separó" y no regresó a Megadeth.

### Portada
La portada fue diseñada por Mike Learn y presenta a Vic Rattlehead en un podio frente al edificio de la Corte Suprema de los Estados Unidos vendiendo un veredicto de no culpabilidad al entonces presidente de los Estados Unidos, George W. Bush, saludando a Hillary Clinton, junto al expresidente Bill Clinton. Detrás del presidente Bush, el exvicepresidente Dick Cheney sostiene un maletín con la etiqueta "plan B". Detrás de Cheney hay varios otros funcionarios de la Administración Bush: la entonces asesora de Seguridad Nacional (y luego secretaria de Estado) Condoleezza Rice, el ex secretario de Defensa Donald Rumsfeld y el exfiscal general John Ashcroft.

## Lanzamiento y promoción
The System Has Failed fue lanzado el 14 de septiembre de 2004 a través de Sanctuary Records. Tres días antes, el 11 de septiembre, el álbum estaba disponible para su transmisión en el sitio web de VH1. El álbum debutó en el puesto 18 en el Billboard 200, con 46 mil unidades vendidas en su primera semana de lanzamiento. En diciembre de 2007, The System Has Failed había vendido 196.000 copias en los Estados Unidos. Además, el álbum había logrado ubicarse en el top 20 en varios otros países, incluidos Canadá, Finlandia y Suecia.
Aún necesitando un grupo con el que hacer una gira musical, Mustaine contrató al baterista Nick Menza y a los recién llegados James MacDonough (bajo) y Glen Drover (guitarra). Sin embargo, solo cinco días antes del inicio de la gira, Menza fue enviado a casa. Su lugar lo ocupó Shawn Drover, hermano del entonces recientemente contratado guitarrista Glen Drover. La gira musical promocional del álbum de estudio, Blackmail the Universe Tour, inició el 23 de octubre de 2004 en Reno, Nevada y contó con Earshot como acto secundario. Esta gira también generaría el álbum doble en vivo titulado That One Night: Live in Buenos Aires, lanzado en 2007.
También se hicieron dos videos musicales para ayudar a promocionar el álbum. El primero fue «Die Dead Enough», que fue dirigido por Thomas Mignone.«Of Mice and Men» fue seleccionado como el segundo video del álbum. En este video, se muestra la nueva alineación de Megadeth actuando. La mayor parte del video fue filmada el 20 de enero de 2005 en Los Ángeles. Muchos fanáticos aparecieron en el video a través de un concurso organizado por Sanctuary Records. Se hizo un tercer video musical para «Back in the Day» en 2005, pero no se publicó hasta el 15 de septiembre de 2014, para celebrar los diez años desde el lanzamiento del álbum.«Back in the Day» también apareció en un episodio de la serie de televisión Duck Dodgers. El episodio en el que apareció la canción, «In Space, No One Can Hear You Rock», se emitió el 4 de noviembre de 2005, después de haberse retrasado una semana.
Una versión remasterizada de The System Has Failed, junto con The World Needs a Hero, fue reeditada en CD, vinilo, y para descarga digital y streaming el 15 de febrero de 2019.

## Lista de canciones
1. «Blackmail the Universe» – 4:33
2. «Die Dead Enough» – 4:18
3. «Kick the Chair» – 3:57
4. «The Scorpion» – 5:59
5. «Tears in a Vial» – 5:22
6. «I Know Jack» – 0:40
7. «Back in the Day» – 3:28
8. «Something That I'm Not» – 5:07
9. «Truth Be Told» – 5:40
10. «Of Mice and Men» – 4:05
11. «Shadow Of Deth» – 2:15
12. «My Kingdom» – 3:04
13. «Strange Ways» (versión de Kiss) (canción bonus) - 3:13

## Versión remasterizada de 2019
1. «Time / Use the Man (Live)» – 6:30
2. «Conjuring (Live)» – 5:26

## Formación
- Dave Mustaine: Voz y guitarra líder.
- Chris Poland: Guitarra (músico de sesión y antiguo integrante del grupo).
- Jimmy Lee Sloas: Bajo (músico de sesión).
- Vinnie Colaiuta: Batería (músico de sesión).

## Listas de éxitos
Álbum
| Año  | Lista         | Posición |
| ---- | ------------- | -------- |
| 2004 | Billboard 200 | 18       |

Sencillos
| Año  | Sencillo          | Lista                  | Posición |
| ---- | ----------------- | ---------------------- | -------- |
| 2004 | «Die Dead Enough» | Mainstream Rock Tracks | 21       |
| 2005 | «Of Mice and Men» | Mainstream Rock Tracks | 39       |